# Mysidia whimper
Mysidia whimper är en insektsart som beskrevs av Broomfield 1985. Mysidia whimper ingår i släktet Mysidia och familjen Derbidae. Inga underarter finns listade i Catalogue of Life.